# Hollow Knight
Hollow Knight és un videojoc indie del gènere metroidvania creat el 2017 per Team Cherry. Es basa en l'exploració i en l'acció. És conegut per un estil visual molt característic, per la seva alta dificultat en algunes parts del joc i pels seus enemics finals.
El juliol del 2022 el grup de Projecte 'Ce Trencada' va traduir de manera comunitària i no oficial el joc i el tràiler original en català.

## Creació
Els creadors de Hollow Knight són l'estudi de videojocs independent Team Cherry. És el primer joc que van desenvolupar i, de moment, l'únic. L'Equip està format per tan sols tres persones: Ari Gibson, William Pellen i Jack Vine, encara que tenen pensat augmentar la plantilla en un futur no gaire llunyà.
Es finançà completament l'any 2014, mitjançant Kickstarter, una plataforma que permet finançar diferents tipus de projectes. L'Equip aconseguí recaptar 57 mil dòlars australians, sobrepassant la meta inicial de diners demandada. Hollow Knight fou publicat finalment el 2017 a totes les plataformes de videojocs de l'època. Durant els següents anys, el joc comptà amb 4 expansions gratuïtes les quals afegiren nous enemics finals i una nova modalitat de joc.

## Aspectes generals
Les mecàniques principals del joc són l'exploració i aconseguir noves habilitats per accedir a llocs on abans no hi podies. Les habilitats que es poden aconseguir són: l'esprint, el doble salt, enganxar-se a les parets, que no t'afecti el verí i diferents encanteris que consumeixen ànima. L'Ànima és energia que absorbeixes al vèncer o estocar enemics amb el teu fibló. Aquesta energia permet recuperar vitalitat o invocar atacs especials.
El mapa de Hollow Knight compta amb un total de 17 àrees, totes amb una ambientació única i un o dos enemics finals propis. Dues zones serien, per exemple, el "Pas Verdós" amb l'enemic final "Hornet" o "Els Jardins de la Reina" amb l'enemic final "El Senyor deslleial". Però no tots els personatges que apareixen al joc són adversaris, també hi ha insectes com ara el Quirrel, la Cucavella, el cartografiador Còrnifer i la seva parella Isèlda, l'Amant dels amulets Salubra o el venedor Murri entre d'altres, amb qui pots interactuar per a prosperar tot descobrint el món de Niusagrat des dels seus respectius punts de vista.

## Lore
La història de Hollow Knight és la història del Regne de Niusagrat. El Regne era governat per una deïtat anomenada "La Resplendor" que havia extret la voluntat a tots els éssers amb pensament del regne. Però un dia arriba una altra deïtat, la qual retorna el pensament als éssers del regne i es proclama com a Rei de Niusagrat. La Resplendor, enfadada perquè ningú no la recorda, genera un virus que extrau la voluntat a tot aquell qui és infectat i el Rei de Niusagrat, per tal de frenar la infecció, es veu abocat a utilitzar el Buit, que és una energia capaç de crear vida sense pensaments. Per tal de contenir la infecció, el Rei comença a crear molts receptacles, fins que en troba un que creu que contindrà millor la infecció i l'utilitza. Però quelcom surt malament i la infecció acaba escapant del receptacle, infectant tot el regne.
El personatge principal és un d'aquells receptacles que el Rei considerà que no eren prou bons per contenir la infecció i la teva missió és la de derrotar l'antic receptacle i convertir-te en el receptacle definitiu mentre vas derrotant els antics habitants del regne posseïts per la infecció. En el joc principal, depenent del que facis durant la batalla final, pots aconseguir 2 finals. En el primer et converteixes en el contenidor de la infecció i en l'altre aconsegueixes derrotar La Resplendor i eliminar la infecció per sempre. En cas d'adquirir el 3r i últim DLC, anomenat Godmaster, es pot gaudir de 2 finals nous addicionals.